# José Luis Gioja
José Luis Gioja (Rawson, 4 de diciembre de 1949) es un ingeniero agrimensor y político peronista argentino, se desempeñó como diputado nacional por la provincia de San Juan desde 1991 hasta 1995, posteriormente volvería ser diputado nacional desde el 2015 hasta el 2023. También fue vicepresidente segundo de la Cámara de Diputados de la Nación entre 2019 y 2023. Fue elegido tres veces gobernador de la provincia de San Juan (2003-2007, 2007-2011 y 2011-2015). Además, fue diputado provincial y senador nacional, llegando a desempeñarse como presidente provisional del Senado y vicepresidente primero de la Cámara de Diputados.

## Biografía

### Comienzos
José Luis Gioja nació el 4 de diciembre de 1949 en la Provincia de San Juan. Está casado con Rosa Palacio, y tiene cuatro hijos.
Cursó estudios secundarios en la Escuela Normal de San José de Jáchal, provincia de San Juan, y egresó con el título de Maestro Normal Regional Nacional. Después de eso, ingresó a la Facultad de Ingeniería de la Universidad Nacional de Cuyo, con sede en San Juan, y se tituló de ingeniero agrimensor. Entre 1972 y 1973 se desempeñó como presidente de la Agrupación Nacional de Estudiantes Universitarios (ANEU).

### Funcionario provincial
En 1973 asumió como secretario privado del Gobernador de San Juan Eloy Camus. Ese mismo año y hasta 1975 se desempeñó como presidente de la Juventud Peronista San Juan.
Entre 1975 y 1976 ejerció como interventor del Instituto Provincial de la Vivienda de la Provincia de San Juan. En 1976 fue detenido por la dictadura militar autodenominada Proceso de Reorganización Nacional (1976-1983).
En 1983 fue candidato a Intendente por el departamento Rawson.
Fue elegido Diputado Provincial en 1987, y fue nombrado vicepresidente del bloque Justicialista, presidente de la Comisión de Minería, Obras Públicas y Recursos Hídricos, entre otras.

### Diputado Nacional (1991-1995)
En 1991 fue elegido Diputado Nacional por la provincia de San Juan. En ese cargo presidió la Comisión de Minería y la Comisión Parlamentaria Conjunta de Integración Argentino - Chilena del Congreso Nacional, además de integrar varias otras.

### Senador Nacional
Al terminar su mandato, en 1995, fue reelecto Diputado de la Nación para el periodo 1995 - 1999, pero declinó al cargo para asumir como senador nacional, luego de la reforma constitucional que aumentó el número de escaños en el Senado.
En 2001 siendo Senador Nacional fue elegido por sus compañeros de partido para integrar un triunvirato que presidió el Bloque de senadores del PJ. Entre 2002 y 2003 fue presidente provisional de la Cámara de Senadores y primero en la línea sucesoria presidencial de acuerdo con la Ley de Acefalía. Estuvo a cargo de la presidencia de la Nación por ausencia del presidente durante dos periodos en ese plazo.

### Gobernador de San Juan

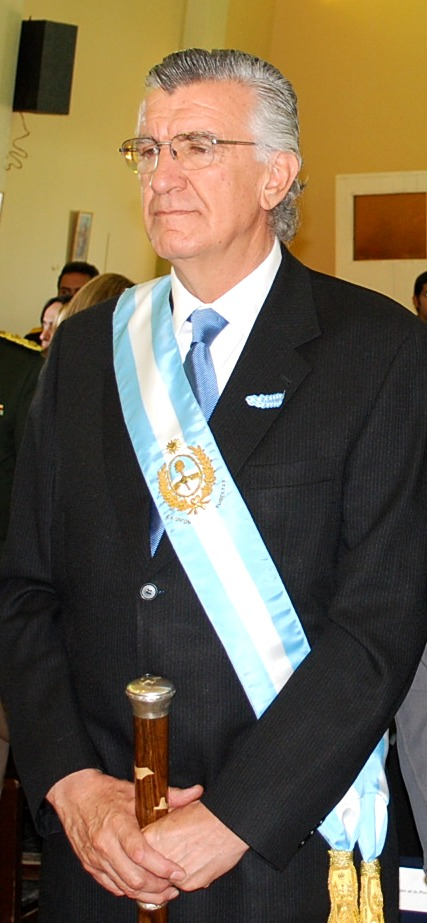
Gioja con su banda de gobernador.

En 2003 fue elegido gobernador de la Provincia de San Juan, función para la cual fue reelegido en 2007 y el 8 de mayo de 2011 ganó una consulta popular que le permitió reformar la Constitución Provincial para ser candidato por tercera vez consecutiva. El 10 de diciembre de 2011 asume su tercer mandato.
La gestión de Gioja se caracterizó por su apoyo a la minería. En 2014 dijo que "hay que promover la minería, que da más plata que la soja". En septiembre de 2015 se produjo un derrame de cianuro en la mina de Barrick Gold en Veladero, San Juan. Unas semanas después se conoció un informe de la Universidad Nacional de Cuyo que indica que el agua de la localidad de Jáchal tiene altos niveles de metales pesados. La abogada Alejandra Guevara denunció que el estado permite estas situaciones porque "se financian campañas políticas y los funcionarios del Estado se manejan como empleados de las empresas".
El 11 de octubre de 2013 padeció un accidente cuando viajaba en un helicóptero cuando este cayó a tierra, causando la muerte de la diputada nacional Margarita Ferrá de Bartol. Esa noche fue intervenido quirúrgicamente para detener y drenar una hemorragia abdominal. "Se le practicó una traqueotomía como parte de la extracción progresiva de respirador, pero continúa con asistencia mecánica ", informó el secretario de Información Pública de la provincia cuyana, Luis Amín, al leer un nuevo parte médico este jueves 17 de octubre. El mandatario sanjuanino fue dado de alta del Hospital Italiano y regresó a su provincia natal el 8 de febrero de 2014.

#### Gabinete gubernamental
| Ministerios del Gobierno de José Luis Gioja | Ministerios del Gobierno de José Luis Gioja | Ministerios del Gobierno de José Luis Gioja |
| Cartera                                     | Titular                                     | Período                                     |
| ------------------------------------------- | ------------------------------------------- | ------------------------------------------- |
| Ministerio de Gobierno                      | Emilio Fernández                            | 2011-2015                                   |
| Ministerio de Hacienda                      | Aldo Molina                                 | 2011-2015                                   |
| Ministerio de Producción                    | Raúl Benítez                                | 2011-2015                                   |
| Ministerio de Minería                       | Felipe Saavedra                             | 2011-2015                                   |
| Ministerio de Turismo                       | Dante Elizondo                              | 2011-2015                                   |
| Ministerio de Desarrollo Humano             | Daniel Molina                               | 2011-2015                                   |
| Ministerio de Salud                         | Oscar Balverdi                              | 2011-2015                                   |
| Ministro de Infraestructura                 | José Strada                                 | 2011-2015                                   |

### Diputado Nacional (desde 2015)
En 2015 fue candidato a Diputado Nacional por su provincia, obteniendo su banca. El FpV lo propone como Vicepresidente primero de la Cámara de Diputados, cargo al cual accede tras el voto unánime de sus pares.

## Controversias
La gestión de Gioja como gobernador de San Juan estuvo marcada por cuestionamientos vinculados a la actividad minera en la provincia. En septiembre de 2015 se produjo un derrame de cianuro en la mina Veladero, operada por Barrick Gold, que provocó la contaminación de cursos de agua. El gobierno provincial levantó la suspensión de la actividad pocos días después, lo que generó críticas de organizaciones ambientales y vecinos. Un informe posterior de la Universidad Nacional de Cuyo detectó altos niveles de metales pesados en el agua de la localidad de Jáchal, lo que intensificó el debate sobre los controles ambientales.
En diciembre de 2014, la empresa estadounidense Dallas Airmotive admitió ante autoridades de Estados Unidos que había pagado sobornos a funcionarios de San Juan entre 2008 y 2012 para obtener contratos de mantenimiento de aeronaves oficiales. Si bien Gioja negó cualquier implicación personal, el caso generó investigaciones judiciales y críticas de la oposición.